# Fábio Carvalho
Fábio Carvalho de Souza (Vitória, 1969) é um produtor cultural e músico capixaba, ex-integrante do grupo Manimal, ativo entre os anos de 1986 e 2008, considerado uma das precursoras do "rockongo", fusão entre o ritmo tradicional do congo capixaba com ritmos modernos. Devoto de São Benedito e participante dos festejos de Congo, formou-se em bacharel em Música pela Universidade Federal do Espírito Santo (Ufes).
Como produtor e gestor cultural, coordena o Centro Cultural Caíeiras (Cecaes), OSCIP de finalidade cultural localizada na Ilha das Caíeiras, bairro de Vitória, e produz eventos como o Festival de Cultura Negra Torta Black e o  Festival Infanto-Juvenil de Cultura Negra Tortinha Black.  Foi idealizador e realizador de projeto como Congo na Escola, Grupo Congo Mirim da Ilha e o Ponto de Cultura Manguerê. Também ocupou funções como representante dos Pontos de Cultura do Espírito Santo, membro da Comissão Nacional de Pontos de Cultura do Brasil, do Conselho Municipal do Negro da Cidade de Vitória, e do Conselho Municipal de Políticas Publicas Culturais de Vitória, tendo sido eleito novamente para ocupar a cadeira de Música no ano de 2022.

### Quintal Afro Congo Beat
Em 2015, Fábio Carvalho lançou seu primeiro disco solo, Quintal Afro Congo Beat, que trabalha na fusão de músicas tradicionais, especialmente do Espírito Santo, com sonoridades contemporâneas.Ouça aqui A obra, que  traz elementos do congo, o jongo, ticumbi, caxambu, reis de boi, samba e outros, foi produzida com apoio de Marcel Dadalto (da banda Zémaria) e Léo Caetano (Ex-Manimal)  
"Minha preocupação é de manter uma fidelidade do ritmo, da tradição, mas incorporando elementos eletrônicos que não descaracterizassem a vertente dessa música. É um disco altamente brasileiro, contemporâneo, com um hibridismo cultural do tambor e casaca com arranjos melódicos, inserindo instrumentos de corda e toques de eletrônico. Tudo feito com muito respeito, pedindo permissão às pessoas que são detentoras e guardiãs dessas tradições" (entrevista do artista ao jornal Século Diário)
Em 2020, uma das faixas gravadas, "Solte os cabelos", versão de um congo tradicional, foi remausterizada por artistas de vários países dando origem ao EP "Solte os cabelos", com colaboração de DJs FurmigaDub (Brasil), SucreSoul (África do Sul), Gutto Serta (Brasil/ Berlim) e Leandro Bonfim, de Vitória 

### O Congueiro do Santo Preto
Em 2013, o músico lançou o documentário o Congueiro do Santo Preto, em que aborda a vida e obra de Mestre Antônio Rosa, um dos mais reconhecidos mestres de congo da história do Espírito Santo, falecido em 1999, com quem Fábio conviveu por mais de 10 anos e aprendeu sobre essa manifestação da cultura popular capixaba. O filme foi co-dirigido por João Moraes e conta com fotos, vídeos e depoimentos do mestre e sobre ele, que foi fundador da Associação de Bandas de Congo (ABC) da Serra.

### Homenagens recebidas[1]
Assembleia Legislativa em 2003 – Dia da Consciência Negra
Assembleia Legislativa em 2005 – Medalha Chico Prego
Câmara Municipal da Serra 2006 – Comenda do Mérito - Insurreição de Queimados
Assembleia Legislativa em 2008 – Honra ao Mérito - Dia do Músico
Câmara Municipal de Vitória 2009- Título de Cidadão Vitoriênse.
Assembleia Legislativa em 2010 – Comenda “ Medalha Chico Prego” como “Personalidade Cultural e Social”.
Câmara Municipal da Serra 2013- Comenda “Personalidade Cultural” - Insurreição de Queimados.
Maracatu Estrela de Ouro 2015- Comenda Mestre Batista – PE
Assembleia Legislativa 2016 – Comenda Chico Prego